# Читалище „Райко Жинзифов“ (Велес)
Читалище „Райко Жинзифов“ е българско читалище в град Велес, съществувало в периода на Османската империя и между 1941 и 1944 година в Царство България.
Първоначално е основано под името Читалище „Просвещение“ през 1869 година, а не на 1 септември 1871 година както смята Стоян Чилингиров. Сред основателите му са Илия Весов и Йован Весов. Поддържано е от Велешката българска община.
На основаването му присъстват над 100 души, а местните гъркомани се опитват неуспешно да провокират Османските власти да го затворят. Читалището подпомага училищното дело в града, околията и дори в Струмица. През 1873 година в него сказва изнася Петко Славейков.
Възобновено е на 24 юни 1941 година с председател Павлина Панзова и секретар Георги Тутунджиев с членска маса 22 души.